# Vrbov
Vrbov (deutsch Menhardsdorf, ungarisch Ménhárd, polnisch Wierzbów, lateinisch Villa Menhardi) ist eine Gemeinde im Norden der Slowakei mit 1525 Einwohnern (31. Dezember 2024). Sie gehört zum Okres Kežmarok, einem Teil des Prešovský kraj.

## Geographie

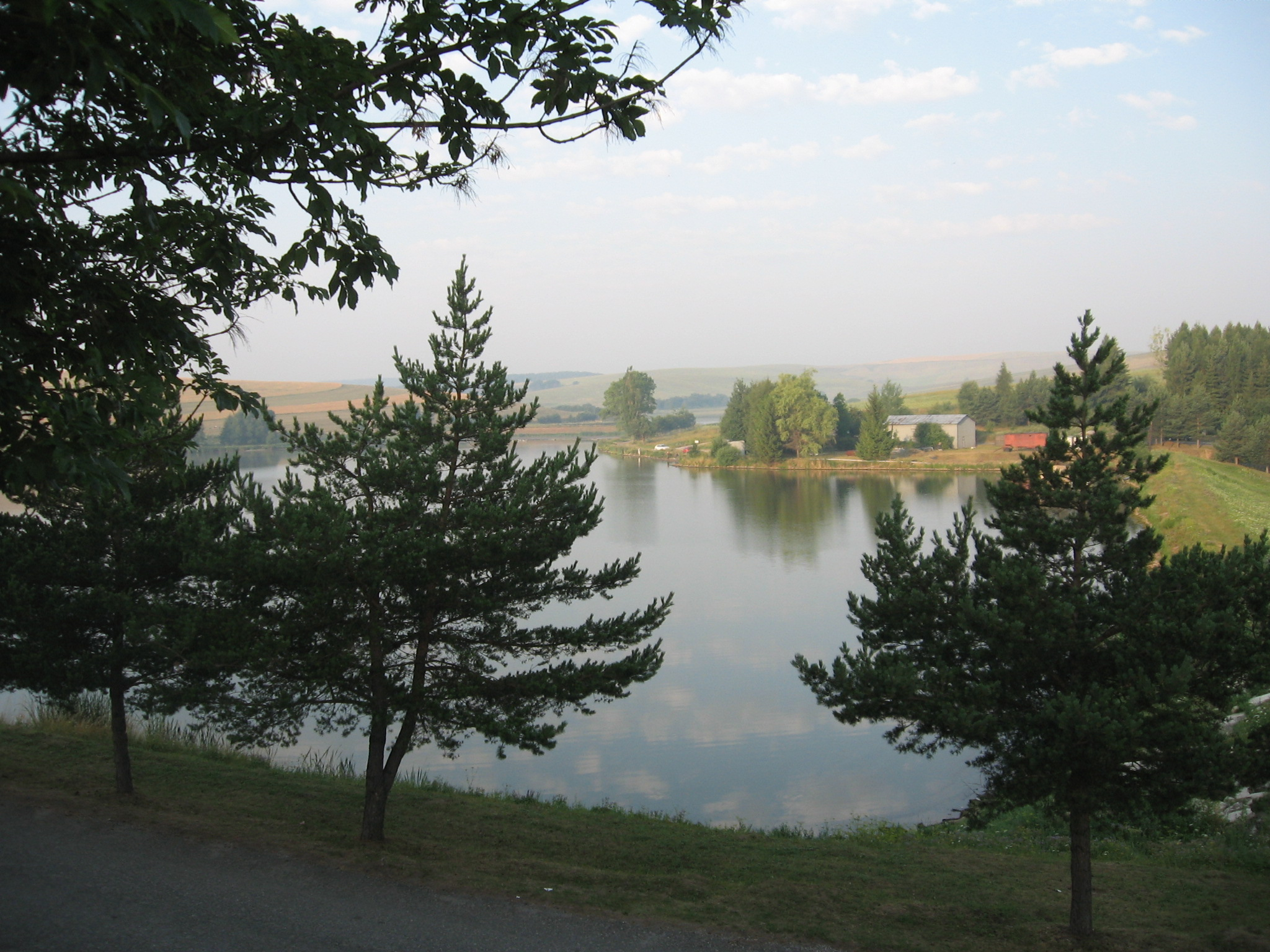
Thermalbad beim Ort

Die Gemeinde befindet sich im Osten des Beckens Podtatranská kotlina am Bach Vrbovský potok, zwischen den sich östlich erstreckenden Leutschauer Bergen und etwas weiter entfernten Tatra. Das Ortszentrum liegt auf einer Höhe von 662 m n.m. und ist sechs Kilometer von Kežmarok gelegen.

## Geschichte
Vrbov wurde zum ersten Mal 1251 als Webrew schriftlich erwähnt. Der ursprünglich slawische Ort wurde im späten 13. Jahrhundert von den deutschen Kolonisten (Zipser Sachsen) angesiedelt und gehörte zum Bund der 24 Zipser Städte sowie zur Bruderschaft der 24 königlichen Pfarrer. Nach einem Privilegium von 1317 entwickelte sich der Ort als Städtchen. Im Zeitraum 1412–1772 war Vrbov an Polen verpfändet.
Nach dem Ende des Zweiten Weltkriegs wurden die meisten Deutschen vertrieben und es zogen Slowaken aus der Gegend von Blažov und Ľubické Kúpele hierher.

## Bevölkerung
Ergebnisse nach der Volkszählung 2001 (1.193 Einwohner):
| Nach Ethnie: - 92,88 % Slowaken - 5,03 % Zigeuner - 0,67 % Deutsche - 0,17 % Magyaren - 0,17 % Tschechen | Nach Religion: - 94,13 % römisch-katholisch - 2,35 % griechisch-katholisch - 2,01 % keine Angabe - 0,84 % evangelisch - 0,42 % konfessionslos |

## Sehenswürdigkeiten
- römisch-katholische Kirche des Heiligen Servatius, ursprünglich im 13. Jahrhundert erbaut, heute im Rokoko-Stil gestaltet
- Renaissance-Glockenturm von 1644
- evangelische Kirche von 1784
- Thermalbad